# Аудека
Аудека (Андека) — король свевов в Галисии (теперь западная Испания и северная Португалия) в 584—585 годах.

## Биография
В 584 году Аудека сместил с престола юного короля Эборика, отправил того в монастырь, а сам захватил трон. Хотя он был женат на сестре Эборика, представительнице королевского рода, он женился на Сисегунтии, вдове Миро, матери Эборика. Похоже, с помощью этого брака он рассчитывал узаконить свою узурпацию.
Эти действия дали повод королю вестготов Леовигильду, в вассальной зависимости от которого находился прежний король Эборих, начать военные действия. В 585 году Аудека был разбит. Согласно Иоанну Бикларскому, «король Леовигильд опустошил Галисию, захватив короля Аудеку, лишил королевства, народ свевов, казну и землю привёл под свою власть и сделал готской провинцией». Узурпатора постригли в монахи и отправили в ссылку в город Пакс (Pax Julia, ныне Бежа или Pax Bajoxus, ныне Бадахос), где он получил сан пресвитера.
«Государство свевов, просуществовав 177 лет, перешло отныне к государству готов» — подвёл итог в хронике, посвящённой истории свевов, Исидор Севильский. По-видимому, свевы быстро смирились со своей участью, тем более что их правовые и имущественные отношения не претерпели никаких изменений. Хотя Иоанн Бикларский упоминает некого Маларика, пытавшегося претендовать на престол королевства свевов, но быстро устранённого полководцами Леовигильда.